# Rhizopus
Rhizopus là một chi nấm hoại sinh phổ biến ở thực vật và thường ký sinh trên động vật. Chúng thường được tìm thấy trong nhiều loại hợp chất hữu cơ, bao gồm trái cây và rau củ.